# Більше дивовижних жінок
Більше дивовижних жінок: Науково-фантастичні повісті жінок про жінок (англ. More Women of Wonder: Science Fiction Novelettes by Women About Women) — антологія з п'яти новел і двох оповідань, упорядкована Памелою Сарджент. Збірку опубліковано 1976 року. Збірка передруковує твори письменниць-фантастів, спочатку опубліковані з 1935 по 1974 роки, розташовані в хронологічному порядку.
«Більше дивовижних жінок» — друга антологія в серії з трьох томів, опублікованих у 1970-х роках, передувала «Дивовижні жінки» (1975), а за нею — «Нові дивовижні жінки» (1978). Ці томи вважаються однією з перших збірок наукової фантастики, яка присвячена жінкам у науковій фантастиці як авторкам, так і різноманітним і складним персонажам. У вступі Сарджент до антологій, зокрема, видно, що вона запропонувала «всебічний та інформований аналіз образів і ролі жінок у НФ».

## Зміст
- «Знайомство: Більше дивовижних жінок» — Памела Сарджент
- «Джирель зустрічає магію» (1935) — Кетрін Люсіль Мур
- «Озеро зниклих назавжди» (1949) — Лі Брекетт
- «Друга інквізиція» (1970) — Джоанна Расс
- «Влада часу» (1971) — Джозефіна Сакстон
- «Похорон» (1972) — Кейт Вільгельм
- «Олов'яний солдатик» (1974) — Джоан Д. Віндж
- «День перед революцією» (1974) — Урсула Ле Гуїн
- Додаткове читання (Більше дивовижних жінок) — Памела Сарджент
- Про авторів (Більше дивовижних жінок) — Памела Сарджент

## Відгуки
Сучасний рецензент назвав книгу «інтелектуальною [і такою, що] спонукає до роздумів», зазначивши, що вона «припаде до смаку будь-якому фанату наукової фантастики, а особливо читачам, які втомилися від жінок, зображених як жертви МОЖ (монстрів з очима жуків)». Рецензія в Publishers Weekly високо оцінила історії Сакстон, Расс та Віндж, зокрема, назвавши їх «першокласними» та написавши, що вони поєднують «теми та техніки наукової фантастики зі справжньою емоційною силою». Рецензія була більш двозначною, але все ж позитивною щодо інших історій. Рецензент висловив здивування з приводу включення «Джірель зустрічає магію» Мур та «Озеро, що зникли назавжди» Брекетт, написавши, що перше було фантазією, а жіночі персонажі другого були випадковими. У рецензії було припущено, що книга «зробить більше суперечок, ніж вирішить, що таке „жіноча наукова фантастика“».

## Подальше читання
- Джеймс Ніколл. «Більше фантастики про жінок від жінок». Рецензії Джеймса Ніколла. 28 лютого 2015 р.